# Тагнинский район
Тагнинский район — район, существовавший в Сибирском крае РСФСР в 1926—1930 годах. Центр — село Тагна.
Тагнинский район был образован 29 июня 1926 года в составе Иркутского округа Сибирского края на территории бывшей Тагнинской волости Зиминского уезда Иркутской губернии.
Район по данным 1926 года включал 11 сельсоветов: Дмитриевский, Чадановский, Шерагул-Сачковский, Бабагайский, Верхне-Голуметский, Черемшанский, Тагнинский, Хор-Тагнинский, Рудниковский, Андреевский и Моисеевский.
20 июня 1930 года Тагнинский район был упразднён, а его территория передана в Заларинский район